# Championnat de Tunisie de football 2012-2013
Navigation
Saison précédente Saison suivante
La saison 2012-2013 du championnat de Tunisie de football est la 58e édition de la première division tunisienne à deux poules, la Ligue Professionnelle 1. Les seize meilleurs clubs tunisiens jouent les uns contre les autres à deux reprises durant la saison, à domicile et à l'extérieur. En fin de saison, les deux derniers du classement sont relégués et remplacés par les deux meilleurs clubs de la Ligue Professionnelle 2.
L'Espérance sportive de Tunis est la tenante du titre. Ses principaux adversaires pour la victoire finale sont le Club africain, l'Étoile sportive du Sahel et le Club sportif sfaxien. À l'issue des phases aller et retour de chaque poule, les deux premiers de chaque poule disputent un play-off. Concernant la relégation, elle concerne trois clubs, le dernier de chaque poule ainsi qu'une autre formation à l'issue d'une rencontre de barrage sur un terrain neutre entre les deux clubs classés septièmes.
Les deux premiers du classement se qualifient pour la Ligue des champions de la CAF 2014 tandis que le troisième et le vainqueur de la coupe participeront à la Coupe de la confédération 2014.
| \| CA EST ASM ST CSHL CAB EGSG ESHS ESS JSK USM CSS SG ESZ OB OK \| Localisation des clubs engagés dans le championnat. |
| CA EST ASM ST CSHL CAB EGSG ESHS ESS JSK USM CSS SG ESZ OB OK                                                           |

## Participants et localisation
| Club                              | Dernière montée | Classement 2011-2012 | Stade                           | Capacité théorique | Ville         |
| --------------------------------- | --------------- | -------------------- | ------------------------------- | ------------------ | ------------- |
| Espérance sportive de TunisT C LC | 1936            | 1                    | Stade olympique d'El Menzah     | 45 000             | Tunis         |
| Club athlétique bizertin          | 1990            | 2                    | Stade du 15-Octobre             | 20 000             | Bizerte       |
| Club sportif sfaxien              | 1939            | 3                    | Stade Taïeb-Mehiri              | 11 000             | Sfax          |
| Étoile sportive du Sahel          | 1962            | 4                    | Stade olympique de Sousse       | 25 000             | Sousse        |
| Avenir sportif de La Marsa        | 2010            | 5                    | Stade Abdelaziz-Chtioui         | 6 000              | La Marsa      |
| Club africain                     | 1937            | 6                    | Stade olympique d'El Menzah     | 45 000             | Tunis         |
| Union sportive monastirienne P    | 2011            | 7                    | Stade Mustapha-Ben-Jannet       | 25 000             | Monastir      |
| Olympique de Béja                 | 2006            | 8                    | Stade Boujemaa-Kmiti            | 8 000              | Béja          |
| Stade tunisien                    | 1955            | 9                    | Stade Chedly-Zouiten            | 18 000             | Le Bardo      |
| El Gawafel sportives de Gafsa     | 2005            | 10                   | Stade olympique de Gafsa        | 7 000              | Gafsa         |
| Espoir sportif de Hammam Sousse   | 2008            | 11                   | Stade municipal Bou Ali-Lahouar | 7 000              | Hammam Sousse |
| Jeunesse sportive kairouanaise    | 2009            | 12                   | Stade Hamda-Laouani             | 5 000              | Kairouan      |
| Espérance sportive de Zarzis      | 2009            | 13                   | Stade Jlidi                     | 7 000              | Zarzis        |
| Club sportif de Hammam Lif        | 2006            | 14                   | Stade municipal de Hammam Lif   | 8 000              | Hammam Lif    |
| Stade gabésien                    | 2012            | 1 (LP2)              | Stade olympique de Gabès        | 15 000             | Gabès         |
| Olympique du Kef P                | 2012            | 2 (LP2)              | Stade de Kef                    | 9 000              | Le Kef        |

### Première phase

#### Groupe A
| Rang | Équipe                          | Pts | J  | G | N | P  | Bp | Bc | Diff |
| ---- | ------------------------------- | --- | -- | - | - | -- | -- | -- | ---- |
| 1    | Espérance sportive de Tunis (T) | 29  | 14 | 9 | 2 | 3  | 27 | 12 | +15  |
| 2    | Club africain                   | 29  | 14 | 8 | 5 | 1  | 16 | 8  | +8   |
| 3    | Club athlétique bizertin (C)    | 29  | 14 | 8 | 5 | 1  | 18 | 5  | +13  |
| 4    | Avenir sportif de La Marsa      | 19  | 14 | 5 | 4 | 5  | 16 | 15 | +1   |
| 5    | Jeunesse sportive kairouanaise  | 15  | 14 | 3 | 6 | 5  | 10 | 17 | -7   |
| 6    | Olympique de Béja               | 13  | 14 | 3 | 4 | 7  | 11 | 16 | -5   |
| 7    | Espérance sportive de Zarzis    | 12  | 14 | 2 | 6 | 6  | 8  | 15 | -7   |
| 8    | Olympique du Kef (P) -1         | 5   | 14 | 1 | 1 | 11 | 7  | 25 | -18  |

|  | Participation à la poule pour le titre                                                 |
|  | Participation à la poule de relégation                                                 |
|  | Relégué                                                                                |
|  | (T) Tenant du titre (C) Coupe de Tunisie 2012-2013 (P) Club promu de deuxième division |

| Résultats (▼dom., ►ext.)                                   | EST | CAB | CA  | OB  | JSK | ESZ | ASM | OK  |
| EST                                                        |     | 0-1 | 3-1 | 2-1 | 5-1 | 2-1 | 0-0 | 3-0 |
| CAB                                                        | 0-1 |     | 0-0 | 2-0 | 1-1 | 2-1 | 2-1 | 4-0 |
| CA                                                         | 2-1 | 0-0 |     | 3-1 | 2-1 | 1-1 | 2-1 | 2-0 |
| OB                                                         | 1-2 | 0-0 | 0-1 |     | 1-1 | 2-0 | 2-1 | 1-0 |
| JSK                                                        | 0-2 | 0-2 | 0-0 | 1-0 |     | 0-0 | 1-3 | 1-0 |
| ESZ                                                        | 1-0 | 1-1 | 0-0 | 1-1 | 0-2 |     | 0-2 | 2-1 |
| ASM                                                        | 2-2 | 0-2 | 0-1 | 1-0 | 0-0 | 1-1 |     | 2-1 |
| OK                                                         | 1-4 | 0-1 | 0-1 | 1-1 | 1-1 | 1-0 | 1-2 |     |
| - Victoire à domicile - Match nul - Victoire à l'extérieur |     |     |     |     |     |     |     |     |

#### Groupe B
| Rang | Équipe                          | Pts | J  | G | N | P | Bp | Bc | Diff |
| ---- | ------------------------------- | --- | -- | - | - | - | -- | -- | ---- |
| 1    | Club sportif sfaxien            | 28  | 14 | 8 | 4 | 2 | 20 | 9  | +11  |
| 2    | Étoile sportive du Sahel        | 25  | 14 | 7 | 4 | 3 | 23 | 12 | +11  |
| 3    | Union sportive monastirienne    | 21  | 14 | 5 | 6 | 3 | 17 | 12 | +5   |
| 4    | Stade tunisien                  | 17  | 14 | 4 | 5 | 5 | 11 | 11 | 0    |
| 5    | Club sportif de Hammam Lif      | 17  | 14 | 4 | 5 | 5 | 11 | 13 | -2   |
| 6    | Stade gabésien (P)              | 15  | 14 | 3 | 6 | 5 | 13 | 19 | -6   |
| 7    | El Gawafel sportives de Gafsa   | 14  | 14 | 4 | 2 | 8 | 12 | 18 | -6   |
| 8    | Espoir sportif de Hammam Sousse | 13  | 14 | 3 | 4 | 7 | 11 | 24 | -13  |

|  | Participation à la poule pour le titre                  |
|  | Participation à la poule de relégation                  |
|  | Relégué                                                 |
|  | (T) Tenant du titre (P) Club promu de deuxième division |

| Résultats (▼dom., ►ext.)                                   | ESS | CSS | ST  | EGSG | CSHL | ESHS | USM | SG  |
| ESS                                                        |     | 2-0 | 2-1 | 1-0  | 3-1  | 5-1  | 0-0 | 2-1 |
| CSS                                                        | 1-1 |     | 2-0 | 3-1  | 1-0  | 0-0  | 1-1 | 1-1 |
| ST                                                         | 0-0 | 0-2 |     | 1-0  | 0-0  | 3-0  | 1-1 | 1-0 |
| EGSG                                                       | 0-0 | 1-0 | 1-3 |      | 1-1  | 4-1  | 2-1 | 1-0 |
| CSHL                                                       | 1-0 | 1-3 | 1-0 | 1-0  |      | 3-1  | 0-1 | 1-1 |
| ESHS                                                       | 1-0 | 1-2 | 1-1 | 1-0  | 0-0  |      | 0-1 | 1-1 |
| USM                                                        | 4-1 | 0-2 | 0-0 | 3-0  | 2-1  | 1-2  |     | 1-1 |
| SG                                                         | 1-6 | 0-2 | 1-0 | 2-1  | 0-0  | 3-1  | 1-1 |     |
| - Victoire à domicile - Match nul - Victoire à l'extérieur |     |     |     |      |      |      |     |     |

### Seconde phase

#### Poule pour le titre
| Rang | Équipe                          | Pts | J | G | N | P | Bp | Bc | Diff |
| ---- | ------------------------------- | --- | - | - | - | - | -- | -- | ---- |
| 1    | Club sportif sfaxien            | 13  | 6 | 4 | 1 | 1 | 11 | 7  | +4   |
| 2    | Espérance sportive de Tunis (T) | 12  | 6 | 4 | 0 | 2 | 8  | 6  | +2   |
| 3    | Étoile sportive du Sahel        | 9   | 6 | 3 | 0 | 3 | 6  | 6  | 0    |
| 4    | Club africain                   | 1   | 6 | 0 | 1 | 5 | 2  | 8  | -6   |

|  | Qualification pour la LC 2014                                                         |
|  | Qualification pour la CC 2014                                                         |
|  | (T) Tenant du titre (VC) Vice-champion 2010-2011 (C) Vainqueur de la coupe de Tunisie |

| Résultats (▼dom., ►ext.)                                   | CA  | CSS | ESS | EST |
| CA                                                         |     | 1-1 | 0-2 | 0-1 |
| CSS                                                        | 2-1 |     | 1-0 | 2-3 |
| ESS                                                        | 1-0 | 1-3 |     | 1-0 |
| EST                                                        | 1-0 | 1-2 | 2-1 |     |
| - Victoire à domicile - Match nul - Victoire à l'extérieur |     |     |     |     |

### Leader par journée

#### Barrage de relégation
| Espérance sportive de Zarzis | 1-1 Tirs au but (2-4) | El Gawafel sportives de Gafsa |

#### Matchs de classement final
| Rang | Vainqueur                       | Adversaire                     | Score                       |
| ---- | ------------------------------- | ------------------------------ | --------------------------- |
| 5e   | Union sportive monastirienne    | Club athlétique bizertin       | 1 - 0                       |
| 7e   | Avenir sportif de La Marsa      | Club sportif de Hammam Lif     | 4 - 0                       |
| 9e   | Stade tunisien                  | Jeunesse sportive kairouanaise | 2 - 1                       |
| 11e  | Stade gabésien                  | Olympique de Béja              | 4 - 2                       |
| 13e  | El Gawafel sportives de Gafsa   | Espérance sportive de Zarzis   | 1 - 1 (tirs au but : 4 - 2) |
| 15e  | Espoir sportif de Hammam Sousse | Olympique du Kef               | 1 - 0                       |

## Classement des buteurs
| Rang | Joueur                | Club                            | Buts |
| ---- | --------------------- | ------------------------------- | ---- |
| 1    | Abdelmoumene Djabou   | Club africain                   | 8    |
| 1    | Haythem Jouini        | Espérance de Tunis              | 8    |
| 2    | Fakhreddine Galbi     | Stade gabésien                  | 7    |
| 3    | Taha Yassine Khenissi | Club sportif sfaxien            | 6    |
| 3    | Idrissa Kouyaté       | Club sportif sfaxien            | 6    |
| 3    | Youcef Belaïli        | Espérance de Tunis              | 6    |
| 4    | Youssoupha Mbengue    | Club athlétique bizertin        | 5    |
| 4    | Wael Bellakhal        | Étoile sportive du Sahel        | 5    |
| 5    | Michailou Dramé       | Étoile sportive du Sahel        | 4    |
| 5    | Nabil Missaoui        | Avenir sportif de La Marsa      | 4    |
| 5    | Zied Derbali          | Union sportive monastirienne    | 4    |
| 5    | Aymen Soltani         | Espoir sportif de Hammam Sousse | 4    |
| 5    | Hassen Harbaoui       | Club sportif de Hammam Lif      | 4    |

## Classement des passeurs
| Rang | Joueur                  | Club                     | Passes |
| ---- | ----------------------- | ------------------------ | ------ |
| 1    | Mohamed Ali Moncer      | Club sportif sfaxien     | 7      |
| 2    | Youcef Belaïli          | Espérance de Tunis       | 6      |
| 3    | Ali Maaloul             | Club sportif sfaxien     | 5      |
| 4    | Borhene Ghannem         | Stade tunisien           | 4      |
| 4    | Iheb Msakni             | Espérance de Tunis       | 4      |
| 4    | Hamza Lahmar            | Étoile sportive du Sahel | 4      |
| 4    | Slama Kasdaoui          | Club africain            | 4      |
| 4    | Fakhreddine Ben Youssef | Club sportif sfaxien     | 4      |

## Bilan de la saison
| Championnat de Tunisie de football 2012-2013                        |                                            |
| Champion                                                            | Club sportif sfaxien                       |
| Qualifications continentales                                        |                                            |
| Ligue des champions de la CAF 2014                                  | Club sportif sfaxien                       |
| Ligue des champions de la CAF 2014                                  | Espérance sportive de Tunis                |
| Coupe de la confédération 2014                                      | Étoile sportive du Sahel                   |
| Coupe de la confédération 2014                                      | Vainqueur de la coupe de Tunisie 2011-2012 |
| Coupe de l'UAFA 2014                                                | Club africain                              |
| Promotions et relégations                                           |                                            |
| Promus en Championnat de Tunisie de football                        | Étoile sportive de Métlaoui                |
| Promus en Championnat de Tunisie de football                        | Grombalia Sports                           |
| Promus en Championnat de Tunisie de football                        | La Palme sportive de Tozeur                |
| Relégués en Championnat de Tunisie de football de deuxième division | Olympique du Kef                           |
| Relégués en Championnat de Tunisie de football de deuxième division | Espoir sportif de Hammam Sousse            |
| Relégués en Championnat de Tunisie de football de deuxième division | Espérance sportive de Zarzis               |